# 마크 호퍼스
마크 호퍼스(영어: Markus Allan Hoppus, 1972년 3월 15일 ~ )는 미국의 록 음악가이다. 팝 펑크 밴드 블링크-182의 보컬, 베이시스트로 잘 알려져 있으며, 펑크 록 듀오 심플 크리쳐스에서도 활동 중이다.
하이마이네임이즈마크(Himynameismark)라는 팟캐스트를 운영하고 있다. 언더그라운드 밴드들의 음악, 좋아하는 음악가와의 인터뷰 등을 방송하고 있다.